# آدم‌گریز شرقی
آدم‌گریز شرقی (نام علمی: Pipilo erythrophthalmus) نام یک گونه از سرده آدم‌گریز است.